# Синдбад и Минотавр
«Синдбад и Минотавр» (англ. Sinbad and The Minotaur) — австралийский фэнтезийный приключенческий фильм 2011 года, снятый режиссёром Карлом Цвики. Является ремейком трилогии фильмов о Синдбаде-мореходе Рэя Харрихаузена. Фильм сочетает в себе — легенду о Синдбаде-мореходе, сказку «Тысяча и одна ночь» и греческую легенду о Минотавре.

## Сюжет
Знаменитый капитан, отважный мореплаватель Синдбад прослышал от знакомых купцов о золоте и драгоценностях острова злого колдуна Аль-Жибара. Пробираясь в замок темного мага, он находит сундук из слоновой кости, а там потерянный журнал учёта пиратов капитана Миноса. Для Синдбада это — большая тайна, но он хочет найти сокровище капитана Миноса — золотую голову Колосса Родосского, и вновь отправляется в путь. Но всё не так просто, как кажется. По пути Синдбада ожидает опасное препятствие: чудовище лабиринта Миноса — Минотавр…

## В ролях
- Ману Беннетт — Синдбад
- Стивен Грайвз[фр.] — Аль-Джибар
- Холли Брисли — Тара
- Пачаро Мзембе — Карим
- Бред Макмюррей — Тимос
- Лилли Браун Гриффитс — Ариана
- Джарет Робинсен — Сейф
- Дэвид Вэллон — Минос
- Вивьен Абития — служанка
- Димитрий Бавеас[исп.] — Перикл
- Дерек Бойер — Акрум
- Хью Паркер — Боз
- Сэм Элиа — Хаджиби
- Лонер Хорнер — Луна
- Ник Пандрагон — хозяин пира
- Терренс Антоняк — Нестор

## Съёмочная группа
- Режиссёр: Карл Цвики
- Продюсеры: Дэйл Дж. Брэдли, Грант Брэдли, Дэна Дубовски, Марк Л. Лестер
- Сценарист: Джим Ноубл
- Оператор: Нино Гаэтано Мартинетти
- Композиторы: Гарри Макдональд, Лоуренс Стоун